# Świerczków
Świerczków – dawniej wieś, historyczna część Mościc, dzielnicy Tarnowa.
Wieś Świerczków położona była w widłach Dunajca i Białej. Pierwsza wzmianka o Świerczkowie pochodzi z 1581 roku. W XVIII wieku wieś była w posiadaniu rodziny Ujejskich herbu Szreniawa. W Świerczkowie stał ich dwór modrzewiowy otoczony ogrodem, przetrwał do roku 1945. Świerczków pojawia się w poemacie „Podróż przerwana” Kornela Ujejskiego. Później Świerczków stał się własnością folwarczną rodu książąt Sanguszków.
W 1921 Świerczków liczył 489 mieszkańców, gęstość zaludnienia wynosiła 73 os./km². W 1927 grunty w Świerczkowie zostały wykupione przez skarb państwa od księcia Romana Sanguszki. Na części Świerczkowa zbudowano Państwową Fabrykę Związków Azotowych. W 1929 rady gmin Świerczków i Dąbrówki Infułackiej podjęły jednomyślnie decyzję o połączeniu. Nowa gmina jednostkowa otrzymała nazwę Mościce. W 1951 obszar Mościc przyłączono do Tarnowa.
Od Świerczkowa wywodzi się nazwa miejscowego Zespołu Pieśni i Tańca „Świerczkowiacy”.